# Губка Боб Квадратні Штани (сезон 10)
Десятий сезон почав показ в США 15 жовтня 2016 і завершився 2 грудня 2017. Після закінчення сезону мультсеріал має нараховувати 213 серій. Сезон мав налічувати 13 серій, але його скоротили до 9 серій. Це найкоротший сезон за всю історію мультсеріалу, бо звичайні сезони складаються з 20 або 26 епізодів.

## Список серій
| Номер | Номер серії у сезоні | Оригінальна назва                 | Українська назва            | Автор(и) сценарію | Дата показу (у США) | Дата виходу в Україні      |
| --- | -------------------- | --------------------------------- | --------------------------- | ----------------- | ------------------- | -------------------------- |
| 205a | 1a                   | «Whirly Brains»                   | Круто-мізки                 | Дуг Лоуренс       | 15 жовтня 2016      | 3 березня 2019 (ПлюсПлюс)  |
| Губці Бобу та Патріку набридло грати в палицю та стакан, аж раптом вони почули рекламу про «круто-мізки». Вони одразу придбали цю іграшку, і почали звільнювати розум. Як їхня забавка допоможе їм змінити життя іншого морського мешканця? |                      |                                   |                             |                   |                     |                            |
| 205b | 1b                   | «Mermaid Pants»                   | Супермен-штани              | Каз Прапуоленіс   | 29 жовтня 2016      | 3 березня 2019 (ПлюсПлюс)  |
| Губка Боб та Патрік грали у Супермена і Сліпарика і зіпсували город Сквідварда. Але вони навіть і не думали припиняти гру, і псували настрій Сквідварда весь день! Їхня гра зайшла так далеко, що вони розігнали усіх відвідувачів «Красті Крабс». |                      |                                   |                             |                   |                     |                            |
| 206a | 2a                   | «Unreal Estate»                   | Нереальна Нерухомість       | Бен Грубер        | 3 червня 2017       | 4 березня 2019 (ПлюсПлюс)  |
| Сквідвард вирішив посипати будинок Губки Боба перцем, Щоб він подумав, що у нього алергія на будинок і якомога скоріше з'їхав. Зранку Губка Боб почав сильно чхати і йому доводилося шукати собі новий дім! |                      |                                   |                             |                   |                     |                            |
| 206b | 2b                   | «Code Yellow»                     | Код Жовтий                  | Ендрю Гудман      | 3 червня 2017       | 4 березня 2019 (ПлюсПлюс)  |
| Сквідвард вирішив змінити собі ніс і Губка Боб відвів його до лікарні на пластичну операцію. Але в лікарні Губка Боб так замучив його своєї опікою, що Сквідвард порадив Бобу влаштуватись санітаром-добровольцем. Так він і зробив. |                      |                                   |                             |                   |                     |                            |
| 207a | 3a                   | «Mimic Madness»                   | Пародійне божевілля         | Дуг Лоуренс       | 25 лютого 2017      | 5 березня 2019 (ПлюсПлюс)  |
| Губка Боб почав пародіювати усіх відвідувачей «Красті Крабс», щоб підвищити їм настрій. Спочатку, усі були в захваті, але потім всіх це починало дратувати , адже їм здавалося, що він їх передражнював. |                      |                                   |                             |                   |                     |                            |
| 207b | 3b                   | «House Worming»                   | Хробаче новосілля           | Річард Пурсель    | 25 лютого 2017      | 5 березня 2019 (ПлюсПлюс)  |
| Хробак вирішив оселитися на Губці Бобі, і Боб йому дозволив. Але потім він покликав своїх друзів, і вони влаштували вечірку прямо в середині Губки Боба.Тепер у ньому живе безліч хробаків, і йому загрожує звільнення! |                      |                                   |                             |                   |                     |                            |
| 208a | 4a                   | «Snooze You Lose»                 | Хто проспав, той запізнився | Каз Прапуоленіс   | 4 березня 2017      | 6 березня 2019 (ПлюсПлюс)  |
| Сквідвард не спав вже три дні та був на межі нервового зриву, але завтра йому потрібно було йти на прослуховування. На слдючий ранок Губка Боб та Патрік намагаються його розбудити щоб він не пропустив прослуховування але він не прокидається. |                      |                                   |                             |                   |                     |                            |
| 208b | 4b                   | «Krusty Katering»                 | „Красті Крабс“ на виїзді    | Бен Грубер        | 4 березня 2017      | 6 березня 2019 (ПлюсПлюс)  |
| Коли Патрік, Губка Боб, Сквідвард і пан Крабс відправився на день народження годувати дітлахів Крабсбургерами, все пішло не за їхнім планом. Поведінка дітей вийшла з-під контролю, і розпочався справжній хаос! |                      |                                   |                             |                   |                     |                            |
| 209a | 5a                   | «SpongeBob's Place»               | У Губки Боба                | Каз Прапуоленіс   | 11 березня 2017     | 7 березня 2019 (ПлюсПлюс)  |
| Усім відвідувачам «Красті Крабс» настількі подобайтся Крабсбургери, які готує Губка Боб, що їх вже почали називати Губкобобсбургери. Почувши про це, пан Крабс розізлився, і на деякий час вигнав його з ресторану сказавши що у ресторані завівся привид. Коли відвідувачі дізнались, що Боба нема на кухні, вони відмовилися тут їсти. А Губка Боб тим часом граєтеся у «Красті Крабс» та ненароком відкриває свій ресторан «У Губки Боба». |                      |                                   |                             |                   |                     |                            |
| 209b | 5b                   | «Plankton Gets the Boot»          | Планктону дають копняка     | Бен Грубер        | 11 березня 2017     | 7 березня 2019 (ПлюсПлюс)  |
| Планктон образив Карен, а потім взагалі посварився з нею, тому вона вигнала його з дому. Губка Боб погодився надати йому притулок, а заодно допомогти стати кращим і добрішим, щоб Карен прийняла його назад. |                      |                                   |                             |                   |                     |                            |
| 210a | 6a                   | «Life Insurance»                  | Страхування життя           | Каз Прапуоленис   | 18 березня 2017     | 8 березня 2019 (ПлюсПлюс)  |
| Губка Боб підписує два контракти «страхування життя» один собі а інший Патріку, вони роблять речі щоб довести Сквідварду що «страхування життя» дійсне. Сквідвард все ж таки повірив, але Крабс сказав що «страхування життя» діє не так. |                      |                                   |                             |                   |                     |                            |
| 210b | 6b                   | «Burst Your Bubble»               | Лусни, моя Бульбашко        | Ендрю Гудман      | 18 березня 2017     | 8 березня 2019 (ПлюсПлюс)  |
| Губка Боб не склав іспит на право керувати човником і дуже засмутився. Але після цього до нього прийшла геніальна ідея: змайструвати свій засіб пересування. Він змайстрував собі човен з бульбашок, для якого не потрібні водійські права. |                      |                                   |                             |                   |                     |                            |
| 211a | 7a                   | «Plankton Retires»                | Планктон іде на Пенсію      | Дуг Лоуренс       | 25 березня 2017     | 9 березня 2019 (ПлюсПюс)   |
| Безліч невдалих спроб планктона викрасти секретну формулу крабсбургера змусили його вигадати новий досить оригінальний спосіб. Він удав, що пішов на пенсію, та переїхав до іншого міста, а насправді в цьому і полягав його план. |                      |                                   |                             |                   |                     |                            |
| 211b | 7b                   | «Trident Trouble»                 | Проблема з Тризубцем        | Бен Грубер        | 25 березня 2017     | 9 березня 2019 (ПлюсПюс)   |
| Нептун – Бог моря. У нього є могутня зброя - тризубець. Губка Боб, випадково зустрівшись на вулиці з Нептуном, забрав його тризубець і здобув неймовірну силу. Однак пізніше він розізлив тризубця і прийшла біда! |                      |                                   |                             |                   |                     |                            |
| 212a | 8a                   | «The Incredible Shrinking Sponge» | Неймовірна Міні-Губка       | Дуг Лоуренс       | 2 грудня 2017       | 10 березня 2019 (ПлюсПлюс) |
| Через малого, на перший погляд невинного морського їжачка, трапилась велика біда: Губка Боб ввімкнув гриль на повну! Та став міні-Бобом та був робітником "Послуги особистої гігієни" і там починаються його справжні пригоди. |                      |                                   |                             |                   |                     |                            |
| 212b | 8b                   | «Sportz?»                         | Спорт?                      | Ендрю Гудман      | 16 липня 2017       | 10 березня 2019 (ПлюсПлюс) |
| З Ткехасу для Сенді поштар приніс коробку зі всякими спортивними іграми, але він помиляється та доставляє цей бандероль Губці Бобу. Губка Боб і Патрік грали з ними не так як потрібно, і Сквідвард увесь час повторював: За біль дають бали. |                      |                                   |                             |                   |                     |                            |
| 213a | 9a                   | «The Getaway»                     | Утеча                       | Каз Прапуоленіс   | 10 червня 2017      | 11 березня 2019 (ПлюсПлюс) |
| Губка Боб вчиться кермувати човном. Інструктор вирішив потренувати його на цвинтарі, щоб він нікого не вбив. Губка Боб припаркувався біля в'язниці, до нього у човен застрибнув в'язень-втікач та наказав відірватися від поліції. |                      |                                   |                             |                   |                     |                            |
| 213b | 9b                   | «Lost and Found»                  | Відділ Знахідок             | Дені Міхаелі      | 10 червня 2017      | 11 березня 2019 (ПлюсПлюс) |
| Малюк загубив у кафе свою іграшку, тож Крабс каже, аби Губка Боб перевірив у відділі знахідок. Та виявляється, що він величезний — чого тут тільки нема. Схоже, у відділі навіть хтось живе. Губка Боб загубився серед загубленних речей. |                      |                                   |                             |                   |                     |                            |